# Hoa cúc vàng (phim)
Hoa cúc vàng (tiếng Hàn Quốc: 금잔화, tiếng Anh: Marigold) là một phim lãng mạn Hàn Quốc, xuất phẩm ngày 30 tháng 03 năm 1992 tại Seoul.

## Nội dung
Truyện phim xoay quanh số phận Han Ji-woo, một nữ công chức thành thị đã luống tuổi còn độc thân, với Cha Song-joo - nam thanh niên trẻ cả tuổi đời và đơn điệu về tính cách. Mặc dù vậy, cô còn mối tình vừa là thương cảm vừa là tôn thờ với ông Jo Ja-kyeong - chủ một trại gây giống hoa cúc vàng, người góa vợ và có một con gái tuổi gần bằng Ji-woo. Han Ji-woo còn phải gánh việc nuôi gia đình: Cha cô đã già và chỉ biết quanh quẩn săn sóc mẹ cô - một bà già bị loạn thần kinh phải ăn ngủ tại chỗ.

## Kĩ thuật
Phim được thực hiện chủ yếu tại Seoul mùa hè và mùa thu năm 1991.
- Ca khúc chủ đề : Mùi hoa hồng cũ trong ngăn kéo[4] (서랍속의 묵은 장미 향기)
Thể hiện: Son Ji-chang[5]

| Tài tử          | Vai trò                         |
| --------------- | ------------------------------- |
| Hwang Shin-hye  | Han Ji-woo                      |
| Son Ji-chang    | Cha Song-joo                    |
| Park Geun-hyung | Jo Ja-kyeong (chủ trại hoa cúc) |
| Park Ji-young   | Lim Moon-young                  |
| Na Han-il       | Im Moon-il                      |
| Kim Yong-rim    | Bà Kim (mẹ Ji-woo)              |
| Park Won-suk    | ...                             |
| Oh Hyung-jun    | Choi Young-woo                  |
| Oh Ah-rang      | ...                             |
| Ok Seung-il     | ...                             |

## Hậu trường
Trước năm 1996, văn hóa đại chúng Hàn Quốc - đặc biệt lĩnh vực giải trí - không gây ấn tượng với công chúng Việt Nam, hoàn toàn lép vế so với các quốc gia Trung Quốc, Hồng Kông, Đài Loan và Nhật Bản. Tuy rằng, thông qua các chương trình trao đổi hợp tác văn hóa, Đài Phát thanh - Truyền hình Hà Nội đã đi tiên phong trong việc quảng bá điện ảnh Hàn Quốc - nhất là phim truyền hình - nhưng không tạo được hiệu ứng gì. Các phim Hàn Quốc chiếu tại Việt Nam đầu thập niên 1990 bị đánh giá là đề tài cũ, lối diễn xuất già nua và cốt truyện không hấp dẫn. Chỉ đến khi Hoa cúc vàng xuất hiện mới mở đầu trào lưu chiếu và coi phim truyền hình Hàn Quốc tại Việt Nam.
Bối cảnh Hoa cúc vàng đa số chọn góc quay hẹp, câu truyện nhấn nhá hơi hướng buồn bã xoay quanh những người trẻ tuổi lập tức được công luận chú ý. Phiên bản chiếu tại Việt Nam bấy giờ là do các đài truyền hình địa phương mua lại của đài Hà Nội, qua giọng thuyết minh Khải Hoàn. Bộ phim cũng mở đầu giai đoạn vụt sáng thành thần tượng Á châu của nam tài tử Son Ji-chang với hàng loạt phim truyền hình ăn khách: Bước nhảy cuối cùng (1994), Cảm xúc (1994), Xúc cảm (1996)...
Tại Hàn Quốc, Hoa cúc vàng đánh dấu thời hoàng kim của dòng nguyệt hỏa kịch mà kênh SBS khởi xướng, với đặc thù chỉ chiếu thứ Hai và thứ Ba hàng tuần. Trong lịch sử điện ảnh Hàn Quốc đương đại, Hoa cúc vàng tuy không được đánh giá cao về mặt thương mại, nhưng tính nghệ thuật được coi là khuôn thước cho công thức thực hiện phim truyền hình thần tượng thập niên 1990 vắt sang 2000. Bộ phim này được đánh giá rất tích cực trong việc giới thiệu nhiều gương mặt tài tử cả chính lẫn phụ ra ngoài lĩnh thổ Đại Hàn.